# Idioma proto-armenio
Proto-armenio es la etapa anterior, no atestiguada de la lengua armenia que ha sido  reconstruida por los lingüistas. Como el armenio es el único idioma conocido de su rama de las lenguas indoeuropeas, el método comparativo no se puede utilizar para reconstruir sus etapas anteriores. En cambio, una combinación de reconstrucción interna y reconstrucción externa, mediante reconstrucciones de protoindoeuropeo y otras ramas, ha permitido a los lingüistas reconstruir la historia más temprana del armenio.

## Definición
El proto-armenio, como antepasado de una sola lengua viva, no tiene una definición clara del término. Generalmente se considera que incluye una variedad de etapas ancestrales del armenio entre el protoindoeuropeo y las primeras atestaciones del armenio clásico.
Por lo tanto, no es un protolenguaje en sentido estricto, pero "proto-armenio" es un término que se ha vuelto común en el campo.[cita requerida]
El testimonio más antiguo del armenio es la traducción de la Biblia del siglo V de Mesrop Mashtots. La historia anterior del idioma no está clara y es objeto de mucha especulación. Está claro que el armenio es una lengua indoeuropea, pero su desarrollo es opaco.
En cualquier caso, el armenio tiene muchas capas de préstamos y muestra rastros de contacto lingüístico largo con lenguas anatolias como los idioma  luvita y  hitita, mitanni, hurrito-urartianas, Idiomas semíticos como  Acadio y arameo, y lenguas iranias como  persa y  parto. El armenio también ha sido influenciado en menor medida por el  griego y árabe.

## Desarrollo fonológico del proto-armenio
Los cambios de sonido proto-armenios son variados y excéntricos (como  * dw-  cedendo  erk- ) y, en muchos casos, inciertos. Eso impidió que el armenio fuera inmediatamente reconocido como una rama indoeuropea por derecho propio, y se asumió que era simplemente un  idioma iraní muy divergente hasta que Heinrich Hübschmann estableció su carácter independiente en 1874.
El desarrollo de los contrastes de voz en armenio es notable por ser bastante similar al visto en Proto-germánico, un hecho que fue significativo en la formación de Teoría glotálica). El  Cambio de consonante armenio  a menudo se ha comparado con la famosa Ley de Grimm en germánico, porque en ambos casos, las oclusivas sordas protoindoeuropeas se convirtieron en aspiradas sordas (con algunas complicaciones con respecto a la protoindoeuropea European * p), las paradas sonoras se volvieron sordas y las aspiraciones sonoras se convirtieron en paradas sonoras. Meanwhile, Armenian shares the vocalization of word initial laryngeals before consonants with Greek and Phrygian: Protoindoeuropeo  * h₂nḗr  ("hombre", "fuerza") traduce el griego  anḗr , el armenio  ayr  de un protoarmenio  * aynr  y frigio  anar  ("hombre"), que puede compararse con el latín  Nero  y  neriōsus  ("estricto"), el albanés  njeri , el persa  nar , Sánscrito  nara  y galés  nerth .
En ciertos contextos, las oclusiones aspiradas se reducen aún más a  w ,  h  o cero en armenio: protoindoeuropeo (acusativo)  * pódm̥  "pie"> armenio   otn  versus griego (acusativo)  póda , protoindoeuropeo  * tréyes  "tres"> armenio   erekʿ  versus el griego "treis".
| PIE  | Armenio | Desarrollos especiales |
| ---- | ------- | ---------------------- |
| *p   | h       | Ø, w, pʿ               |
| *t   | tʿ      | y, d                   |
| *ḱ   | s       | š ( PIE *ḱw>Arm.š), Ø  |
| *k   | kʿ      | x, g, čʿ               |
| *kʷ  | kʿ      | x, g, čʿ               |
| *b   | p       |                        |
| *d   | t       |                        |
| *ǵ   | c       |                        |
| *g   | k       | c                      |
| *gʷ  | k       | c                      |
| *bʰ  | b       | w                      |
| *dʰ  | d       | ǰ                      |
| *ǵʰ  | j       | z                      |
| *gʰ  | g       | ǰ                      |
| *gʷʰ | g       | ǰ, ž                   |
| *s   | h       | s, Ø, *kʿ              |
| *h₁  | Ø       | e-                     |
| *h₂  | h       | a-, Ø                  |
| *h₃  | h       | a-, Ø                  |

## Historia
El origen del idioma proto-armenio está sujeto a debate académico. Aunque la hipótesis armenia postularía la lengua armenia como un desarrollo "in situ" de un tercer milenio a. C. lengua protoindoeuropea, la hipótesis de los kurganes más popular sugiere que llegó a las tierras altas de Armenia desde los Balcanes o a través del Cáucaso. Se supone que la llegada de una población que hablaba proto-armenio en las Tierras Altas de Armenia ocurrió en algún momento durante la Edad del Bronce. o, a más tardar, durante el Colapso de la Edad del Bronce alrededor del 1200 a. C.
Una de las teorías sobre el surgimiento del armenio en la región es que colonos de hablas paleo-balcánicas relacionados con frigios (el Mushki o el Armeno-frigio), que ya se había establecido en las partes occidentales de la región antes de que el  Reino de Van se estableciera en Urartu, se había convertido en la élite gobernante bajo el Imperio Medo, seguido por el Imperio Aqueménida. La existencia de palabras urartianas en el idioma armenio y préstamos armenios en urartiano sugiere  contacto temprano entre los dos idiomas y largos períodos de  bilingüismo.
Según la  Enciclopedia de la cultura indoeuropea :

Los armenios, según Diakonoff, son entonces una amalgama de hurritas (y urartianos), luvianos [luvianos] y los proto-armenios Mushki que llevaron su lengua IE [indoeuropea] hacia el este a través de Anatolia. Después de llegar a su territorio histórico, el protoarmenio parece haber sufrido una influencia masiva por los idiomas que finalmente reemplazó. La fonología armenia, por ejemplo, parece haber sido muy afectada por Urartian, lo que puede sugerir un largo período de bilingüismo.

Hallazgos recientes en la genética armenia revelan una fuerte mezcla de grupos desde el año 3000 a. C. hasta el colapso de la Edad del Bronce (Colapso de la Edad del Bronce Tardía). Las señales de la mezcla parecen haber disminuido a niveles insignificantes después de c. 1200 a. C., después del cual el ADN armenio permaneció estable, lo que parece haber sido causado por el aislamiento de los armenios de su entorno, y posteriormente sostenido por la distinción cultural / lingüística / religiosa que persiste hasta hoy. La conexión entre los Mushki y los armenios no está clara ya que no se sabe nada del idioma Mushki. Algunos eruditos modernos han rechazado una relación lingüística directa con proto-armenio si los Mushki eran tracios o frigios. Además, los hallazgos recientes en la investigación genética no apoyan una mezcla significativa en la nación armenia después del 1200 a. los proto-armenios. Sin embargo, como otros han colocado (al menos la tierra del este) Mushki en la región de las tierras altas de Armenia y el sur del Cáucaso, es posible que al menos algunos de los Mushki fueran hablantes de armenio o hablantes de un idioma estrechamente relacionado. Algunos estudios modernos muestran que el armenio está tan cerca de  Indo-iranio como lo es del griego y el frigio.
Una teoría alternativa sugiere que los hablantes de proto-armenio eran tribus indígenas de las tierras altas del norte de Armenia, como los  Hayasans, Diauehi o Etiuni. Aunque estos grupos solo se conocen a partir de las referencias dejadas por los pueblos vecinos (como los hititas, los urartianos y los asirios), se han propuesto etimologías armenias para sus nombres. Si bien la élite real usaba el idioma urartiano, la población que gobernaban era probablemente multilingüe, y algunos de estos pueblos habrían hablado armenio. Esto puede reconciliarse con la teoría frigia / Mushki si esos grupos vinieron originalmente de la región del Cáucaso o de las Tierras Altas de Armenia.